# Buffalo Bills 1988
La stagione 1988 dei Buffalo Bills è stata la 19ª della franchigia nella National Football League, la 29ª complessiva. La squadra interruppe una striscia di quattro stagioni con un record negativo vincendo la AFC East con un record di 12-4; fu la prima stagione vincente dal 1981 e la prima stagione con 12 vittorie dalla conquista del campionato AFL nel 1964. Fu solamente la quinta volta che il club terminò con un numero di vittorie in doppia cifra. Inoltre per la prima volta nella loro storia i Bills ebbero un record perfetto di 8-0 in casa. Dal punto di vista delle presenze, la franchigia stabilì un record con 631.818 tifosi.
I Bills iniziarono la stagione con un record di 11–1 prima di perdere tre delle ultime quattro gare, perdendo così la possibilità di ottenere il miglior record della conference e il vantaggio del fattore campo in tutti i playoff.
Fu la prima volta che Buffalo si qualificò per i playoff dal 1981. La squadra giocò la sua prima partita di playoff in casa dalla finale del campionato AFL del 1966 e la prima di sempre al Rich Stadium. La stagione 1988 fu la prima di una serie di cinque stagioni su sei in cui Buffalo raggiunse la finale della AFC e l'unica in cui venne sconfitta.
La stagione 1988 fu la prima per il running back Thurman Thomas che corse per 881 yard malgrado l'avere portato il pallone solo 207 volte (il 42,7% delle volte) dividendo i possessi con Robb Riddick, Jamie Mueller e Ronnie Harmon.
I Bills ebbero una difesa dominante nel 1988, concedendo il minor numero di punti (237) e yard (4.578) della AFC. L'unità difensiva prese il soprannome di "Blizzard Defense", in riferimento ai rigidi inverni di Buffalo.

## Roster
| Roster dei Buffalo Bills nel 1988 |
| --- |
| Quarterback - 8 Stan Gelbaugh - 12 Jim Kelly - 14 Frank Reich Running Back - 35 Carl Byrum FB - 33 Ronnie Harmon - 39 Jamie Mueller FB - 40 Robb Riddick - 34 Thurman Thomas Wide Receiver - 81 Walter Broughton - 85 Chris Burkett - 80 Flip Johnson - 86 Trumaine Johnson - 83 Andre Reed - 89 Steve Tasker KR Tight End - 84 Keith McKeller - 88 Pete Metzelaars - 87 Butch Rolle Offensive Linemen - 75 Howard Ballard T - 61 Leonard Burton C - 70 Joe Devlin T - 71 Dale Hellestrae T - 67 Kent Hull C - 63 Adam Lingner C - 51 Jim Ritcher G - 65 Tim Vogler G - 73 Will Wolford T Defensive Linemen - 94 Mark Pike DE - 79 Dean Prater DE - 96 Leon Seals DE - 76 Fred Smerlas NT - 78 Bruce Smith DE - 72 Art Still DE - 91 Jeff Wright NT Linebacker - 54 Carlton Bailey ILB - 55 Cornelius Bennett OLB - 50 Ray Bentley ILB - 58 Shane Conlan ILB - 99 Hal Garner OLB - 59 Don Graham - 97 Scott Radecic ILB - 56 Darryl Talley OLB Defensive Back - 29 Derrick Burroughs CB - 20 Sherman Cocroft CB - 21 Wayne Davis CB - 45 Dwight Drane SS - 49 John Hagy FS - 47 Kirby Jackson CB - 38 Mark Kelso FS - 37 Nate Odomes CB - 46 Leonard Smith SS - 22 Erroll Tucker CB/KR Special Team - 4 John Kidd - 11 Scott Norwood Lista delle riserve - 77 Tony Brown OT (IR) - 82 Bernard Ford WR (IR) - 74 Bruce Mesner NT (IR) - 57 Dan Murray ILB (IR) - 98 Elston Ridgle DE (IR) |
| Legenda - I rookie sono in corsivo. - Il primo ruolo è il principale mentre gli eventuali successivi indicano i ruoli secondari. - (IR) sta per Injured Reserve ed indica la lista ristretta per un solo giocatore infortunato che può tornare ad allenarsi dopo la settimana 6 e a rientrare in prima squadra dopo che questa ha giocato 8 partite. - (NF-Inj.) / (NF-Ill.) stanno rispettivamente per Non-Football Injured e Non-Football Illness ed indicano le liste dove viene inserito un giocatore che ha un infortunio o una malattia non dipendente dal football americano. - (PUP) sta per Physically Unable to Perform ed indica la lista dove viene inserito un giocatore mentre è in attesa di recuperare la condizione fisica. Nella stagione regolare dopo la sesta partita giocata dalla propria squadra, il giocatore ha tempo tre settimane per riprendere ad allenarsi, più tre settimane aggiuntive dal suo rientro agli allenamenti per rientrare in prima squadra. |

Fonte:

## Calendario
| Stagione regolare |                   |                         |             |        |                    |          |
| Turno             | Data              | Avversario              | Risultato   | Record | Stadio             | Pubblico |
| 1                 | 4 settembre 1988  | Minnesota Vikings       | V 13–10     | 1–0    | Rich Stadium       | 76,783   |
| 2                 | 11 settembre 1988 | Miami Dolphins          | V 9–6       | 2–0    | Rich Stadium       | 79,520   |
| 3                 | 18 settembre 1988 | at New England Patriots | V 16–14     | 3–0    | Sullivan Stadium   | 55,945   |
| 4                 | 25 settembre 1988 | Pittsburgh Steelers     | V 36–28     | 4–0    | Rich Stadium       | 78,735   |
| 5                 | 2 ottobre 1988    | at Chicago Bears        | S 24–3      | 4–1    | Soldier Field      | 62,793   |
| 6                 | 9 ottobre 1988    | Indianapolis Colts      | V 34–23     | 5–1    | Rich Stadium       | 76,018   |
| 7                 | 17 ottobre 1988   | at New York Jets        | V 37–14     | 6–1    | The Meadowlands    | 70,218   |
| 8                 | 23 ottobre 1988   | New England Patriots    | V 23–20     | 7–1    | Rich Stadium       | 76,824   |
| 9                 | 30 ottobre 1988   | Green Bay Packers       | V 28–0      | 8–1    | Rich Stadium       | 79,176   |
| 10                | 6 novembre 1988   | at Seattle Seahawks     | V 13–3      | 9–1    | Kingdome           | 61,074   |
| 11                | 14 novembre 1988  | at Miami Dolphins       | V 31–6      | 10–1   | Joe Robbie Stadium | 67,091   |
| 12                | 20 novembre 1988  | New York Jets           | V 9–6 (dts) | 11–1   | Rich Stadium       | 78,389   |
| 13                | 27 novembre 1988  | at Cincinnati Bengals   | S 35–21     | 11–2   | Riverfront Stadium | 58,672   |
| 14                | 4 dicembre 1988   | at Tampa Bay Buccaneers | S 10–5      | 11–3   | Tampa Stadium      | 49,498   |
| 15                | 11 dicembre 1988  | Los Angeles Raiders     | V 37–21     | 12–3   | Rich Stadium       | 77,348   |
| 16                | 18 dicembre 1988  | at Indianapolis Colts   | S 17–14     | 12–4   | Hoosier Dome       | 59,908   |

## Playoff

### AFC Divisional Playoff
Buffalo Bills 17, Houston Oilers 10
|        | 1 | 2 | 3 | 4 | Totale |
| ------ | - | - | - | - | ------ |
| Oilers | 0 | 3 | 0 | 7 | 10     |
| Bills  | 0 | 7 | 7 | 3 | 17     |

at Rich Stadium, Orchard Park, New York
- Ora: 12:30 pm EST
- Pubblico: 79,532
- Arbitro: Gordon McCarter
- Commentatori TV (NBC): Marv Albert e Paul Maguire

La prima gara di Buffalo nei playoff dal 1981 fu una vittoria per 17–10 sugli Oilers. Jim Kelly lanciò 244 yard e un intercetto mentre Thurman Thomas e Robb Riddick segnarono entrambi e corsero 87 yard. I Bills intercettarono Warren Moon e forzarono due fumble degli Oilers.

### AFC Championship Game
Cincinnati Bengals 21, Buffalo Bills 10
|         | 1 | 2  | 3 | 4 | Totale |
| ------- | - | -- | - | - | ------ |
| Bills   | 0 | 10 | 0 | 0 | 10     |
| Bengals | 7 | 7  | 0 | 7 | 21     |

at Riverfront Stadium, Cincinnati
- Ora: 12:30 pm EST
- Pubblico: 59,747
- Arbitro: Gene Barth
- Commentatori TV (NBC): Dick Enberg e Merlin Olsen

I Bengals forzarono 3 intercetti e concessero solamente 45 yard corse e 136 passate, mentre il loro attacco fu in campo per 39:29. Thurman Thomas fu tenuto a sole 6 yard corse su 4 portate mentre il quarterback Jim Kelly completò solo 14 passaggi su 30 per 161 yard, un touchdown e 3 intercetti.

## Classifiche
| AFC East             |    |    |   |      |     |       |     |     |     |
|                      | V  | S  | P | %    | DIV | CONF  | PF  | PS  | STR |
| Buffalo Bills(2)     | 12 | 4  | 0 | .750 | 7–1 | 10–2  | 329 | 237 | S1  |
| Indianapolis Colts   | 9  | 7  | 0 | .563 | 5–3 | 7–5   | 354 | 315 | V1  |
| New England Patriots | 9  | 7  | 0 | .563 | 5–3 | 7–5   | 250 | 284 | S1  |
| New York Jets        | 8  | 7  | 1 | .531 | 3–5 | 6–7–1 | 372 | 354 | V2  |
| Miami Dolphins       | 6  | 10 | 0 | .375 | 0–8 | 3–9   | 319 | 380 | S1  |